# Kanton Bischwiller
Der Kanton Bischwiller ist ein französischer Wahlkreis im Arrondissement Haguenau-Wissembourg im Département Bas-Rhin in der Region Grand Est (bis 2015 Elsass).

## Geschichte
Der Kanton wurde am 4. März 1790 im Zuge der Einrichtung der Départements als Teil des damaligen „Distrikts Strasbourg“ gegründet.
Mit der Gründung der Arrondissements am 17. Februar 1800 wurde der Kanton als Teil des damaligen Arrondissements Strasbourg neu zugeschnitten.
Von 1871 bis 1919 gab es keine weitere Untergliederung des damaligen Kreises Hagenau.
Seit dem 28. Juni 1919 ist der Kanton Teil des neu gegründeten Arrondissements Haguenau.
Am 22. März 2015 wurde die Gemeinde Kaltenhouse, die bis dahin dem Kanton Haguenau angehörte, in den Kanton Bischwiller umgegliedert.

## Geografie
Der Kanton grenzte bis 2014 im Norden an die Kantone Soultz-sous-Forêts und Seltz im Arrondissement Wissembourg, im Osten an Deutschland mit dem Landkreis Rastatt im Regierungsbezirk Karlsruhe in Baden-Württemberg, im Süden an den Kanton Brumath im Arrondissement Strasbourg-Campagne und im Westen an den Kanton Haguenau.

## Gemeinden
Der Kanton besteht aus 21 Gemeinden mit insgesamt 52.597 Einwohnern (Stand: 1. Januar 2021) auf einer Gesamtfläche von 183,85 km²:
| Gemeinde              | Einwohner 1. Januar 2022 | Fläche km² | Dichte Einw./km² | Code INSEE | Postleitzahl |
| --------------------- | ------------------------ | ---------- | ---------------- | ---------- | ------------ |
| Bischwiller           | 12.435                   | 17,25      | 721              | 67046      | 67240        |
| Dalhunden             | 1.221                    | 7,45       | 164              | 67082      | 67770        |
| Drusenheim            | 5.292                    | 15,73      | 336              | 67106      | 67410        |
| Forstfeld             | 793                      | 4,90       | 162              | 67140      | 67480        |
| Fort-Louis            | 287                      | 12,31      | 23               | 67142      | 67480        |
| Herrlisheim           | 4.631                    | 14,38      | 322              | 67194      | 67850        |
| Kaltenhouse           | 2.478                    | 3,72       | 666              | 67230      | 67240        |
| Kauffenheim           | 215                      | 2,24       | 96               | 67231      | 67480        |
| Leutenheim            | 830                      | 10,39      | 80               | 67264      | 67480        |
| Neuhaeusel            | 390                      | 3,05       | 128              | 67319      | 67480        |
| Oberhoffen-sur-Moder  | 3.764                    | 14,25      | 264              | 67345      | 67240        |
| Offendorf             | 2.493                    | 14,22      | 175              | 67356      | 67850        |
| Rœschwoog             | 2.272                    | 9,75       | 233              | 67405      | 67480        |
| Rohrwiller            | 1.603                    | 2,95       | 543              | 67407      | 67410        |
| Roppenheim            | 1.030                    | 6,88       | 150              | 67409      | 67480        |
| Rountzenheim-Auenheim | 1.976                    | 10,91      | 181              | 67418      | 67480        |
| Schirrhein            | 2.272                    | 6,49       | 350              | 67449      | 67240        |
| Schirrhoffen          | 762                      | 0,63       | 1.210            | 67450      | 67240        |
| Sessenheim            | 2.314                    | 9,18       | 252              | 67465      | 67770        |
| Soufflenheim          | 4.788                    | 13,24      | 362              | 67472      | 67620        |
| Stattmatten           | 751                      | 3,93       | 191              | 67476      | 67770        |
| Kanton Bischwiller    | 52.597                   | 183,85     | 286              | 6701       | –            |

Bis zur landesweiten Neuordnung der französischen Kantone im März 2015 gehörten zum Kanton Bischwiller die 21 Gemeinden Auenheim, Bischwiller, Dalhunden, Drusenheim, Forstfeld, Fort-Louis, Herrlisheim, Leutenheim, Kauffenheim, Neuhaeusel, Oberhoffen-sur-Moder, Offendorf, Rœschwoog, Rohrwiller, Roppenheim, Rountzenheim, Schirrhein, Schirrhoffen, Sessenheim, Soufflenheim und Stattmatten. Sein Zuschnitt entsprach einer Fläche von 180,13 km2. Er besaß vor 2015 den INSEE-Code 6703.

## Veränderungen im Gemeindebestand seit der landesweiten Neuordnung der Kantone
2019: Fusion Auenheim und Rountzenheim → Rountzenheim-Auenheim